# Esteban Muth

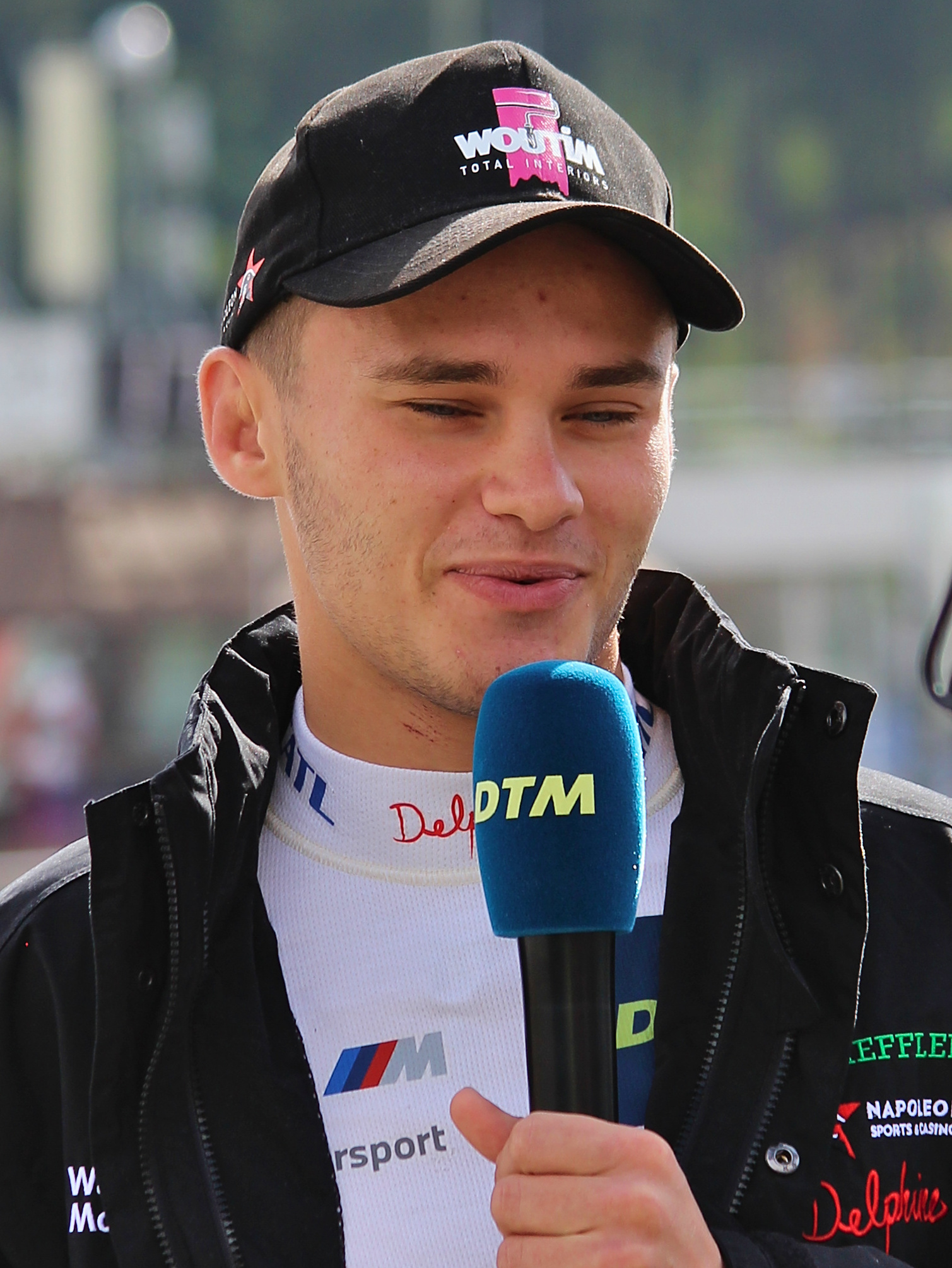
Esteban Muth

Esteban Muth (Ukkel, 30 oktober 2001) is een Belgisch autocoureur.

## Carrière
Muth maakte zijn autosportdebuut in het karting in 2010 en nam vooral deel aan kampioenschappen in België en Nederland. In 2012 won hij de Mini Parilla-klasse van het Belgisch kampioenschap. Vanaf 2015 begon hij met deelnemen aan internationale kampioenschappen met een twaalfde plaats in de KFJ-klasse van de Duitse ADAC Kart Masters. In 2016 en 2017 reed hij in respectievelijk de OK Junior- en de OK-klassen van zowel het Europees als het wereldkampioenschap karting. In zijn laatste jaar werd hij tiende in het wereldkampioenschap.
In 2018 stapte Muth over naar het formuleracing, waarin hij debuteerde in het Franse Formule 4-kampioenschap. Hij won twee races op het Circuit Spa-Francorchamps en het Circuito Permanente de Jerez en behaalde daarnaast podiumfinishes op het Circuit de Pau-Ville, Dijon-Prenois en Jerez. Met 145,5 punten werd hij zevende in het klassement.
In 2019 begon Muth het seizoen in de Toyota Racing Series, waarin hij uitkwam voor het team M2 Competition. Hij won een race op het Bruce McLaren Motorsport Park en stond ook op het Hampton Downs Motorsport Park en het Manfeild: Circuit Chris Amon op het podium. Met 258 punten werd hij vijfde in de eindstand. Vervolgens keerde hij terug naar Europa, waar hij debuteerde in de Eurocup Formule Renault 2.0 bij M2. Hij reed enkel het eerste raceweekend op het Autodromo Nazionale Monza, waarin hij negentiende en vijftiende werd. Hierna kwam hij uit in een raceweekend van het Japanse Formule 3-kampioenschap bij het team OIRC team YTB by Carlin tijdens het raceweekend op het Sportsland SUGO als eenmalige vervanger van Charles Milesi en eindigde de races als elfde, achtste en tiende. Aan het eind van het jaar reed hij in een race van de Blancpain GT Series Endurance Cup bij Strakka Racing in een Mercedes-AMG GT3 in de race op het Circuit de Barcelona-Catalunya en werd hierin negentiende.
In 2020 reed Muth enkel in twee raceweekenden van de GT4 European Series bij het team Selleslagh Racing Team in een Mercedes-AMG GT4 op Spa en het Circuit Paul Ricard. Hij kwam niet in aanmerking voor punten, maar finishte in beide races op Spa wel op het podium. In 2021 maakt hij zijn debuut in de DTM bij het team T3 Motorsport in een Lamborghini Huracán GT3 Evo.